# Partia Agrare Ambientaliste
Partia Agrare Ambientaliste er et Grønt politisk parti i Albanien. Partiet blev dannet i 1991 under navnet Partia Agrare e Shqipërisë. I 2003 skiftede partiet til dets nuværendenavn. Partiets leder er Lufter Xhuveli. 
Ved sidste parlamentsvalg i 2005 vandt partiet 6,5% af stemmerne, og 4 sæder i parlamentet.
| Politisk parti | Spire Denne artikel om et politisk parti eller gruppe er en spire som bør udbygges. Du er velkommen til at hjælpe Wikipedia ved at udvide den. |